# Liga Adriática de Basquetebol de 2020-21
A Temporada 2020-21 da Liga Adriática de Basquetebol será a 20ª temporada da competição regional masculina que une clubes da ex-Jugoslávia (Sérvia, Croácia, Bósnia e Herzegovina, Montenegro e Eslovénia. O torneio é organizado pela entidade privada ABA Liga Jtd.
A equipe do Partizan é historicamente o maior campeão com seis títulos (2007, 2008, 2009, 2010, 2011, 2013).

## Equipes participantes
A temporada 2019-20 precisou ser cancelada na penúltima rodada da temporada regular em virtude da Pandemia de COVID-19. Em assembleia dos membros da Liga ABA realizada em 27 de maio de 2020 por meios virtuais, optou-se pela expansão da Liga de 12 para 14 participantes, incluindo o KK Borac Čačak e kk split.
| Clube             | Localização | Arena                           | Capacidade | Treinador          |
| ----------------- | ----------- | ------------------------------- | ---------- | ------------------ |
| Borac Čačak       | Čačak       | Pavilhão Borac                  | 4 000      | Marko Marinović    |
| Budućnost VOLI    | Podgorica   | Centro Esportivo Morača         | 4 300      | Petar Mijović      |
| Cedevita Olimpija | Liubliana   | Arena Stožice                   | 12 480     | Jurica Golemac     |
| Cibona Zagreb     | Zagreb      | Dražen Petrović Basketball Hall | 5 400      | Ivan Velić         |
| Crvena Zvezda mts | Belgrado    | Pavilhão Aleksandar Nikolić     | 5 878      | Saša Obradović     |
| FMP               | Belgrado    | Železnik Hall                   | 3 000      | Vladimir Jovanović |
| Igokea            | Laktaši     | Pavilhão Laktaši                | 3 050      | Dragan Bajić       |
| Koper Primorska   | Koper       | Arena Bonifika                  | 3 000      | Andrej Žakelj      |
| Krka Novo Mesto   | Novo Mesto  | ŠD Leona Štuklja                | 2 500      | Vladimir Anzulović |
| Mega Soccerbet    | Belgrado    | Pavilhão Ranko Žeravica         | 5 000      | Vladimir Jovanović |
| Mornar Bar        | Bar         | Pavilhão Topolica               | 2 625      | Mihailo Pavićević  |
| Partizan NIS      | Belgrado    | Pavilhão Aleksandar Nikolić     | 5 878      | Vlado Šćepanović   |
| Split             | Split       | Arena Gripe                     | 3 500      | Ivica Skelin       |
| Zadar             | Zadar       | Pavilhão Krešimir Ćosić         | 7 847      | Veljko Mršić       |

## Temporada Regular
| Casa\Visitante    | BOR   | BUD    | CED   | CIB    | CRV    | FMP    | IGO    | KRK   | MEG   | MOR   | PAR    | PRI  | SPL   | ZAD   |
| ----------------- | ----- | ------ | ----- | ------ | ------ | ------ | ------ | ----- | ----- | ----- | ------ | ---- | ----- | ----- |
| Borac Čačak       |       | 72-76  | 82-95 | 77-82  | 64-95  | 83-76  | 78-101 | 86-90 | 83-97 | 76-87 | 75-71  | 20-0 | 90-69 | 61-65 |
| Budućnost VOLI    | 86-83 |        | 89-75 | 87-68  | 83-63  | 77-76  | 92-64  | 70-62 | 92-79 | 81-74 | 80-72  | 20-0 | 84-59 | 98-75 |
| Cedevita Olimpija | 97-88 | 95-84  |       | 100-75 | 72-89  | 94-86  | 103-92 | 77-69 | 85-79 | 88-93 | 78-65  | 20-0 | 94-66 | 77-56 |
| Cibona Zagreb     | 69-64 | 72-76  | 93-83 |        | 66-104 | 93-80  | 80-88  | 78-69 | 73-77 | 78-92 | 75-82  | 20-0 | 74-76 | 77-75 |
| Crvena zvezda mts | 83-63 | 65-67  | 82-81 | 85-63  |        | 101-71 | 69-66  | 88-62 | 92-85 | 93-62 | 73-64  | 20-0 | 78-76 | 81-66 |
| FMP               | 93-87 | 88-99  | 91-88 | 90-86  | 75-111 |        | 82-87  | 91-85 | 91-92 | 94-92 | 90-103 | 20-0 | 96-92 | 89-99 |
| Igokea            | 73-71 | 82-87  | 76-70 | 88-80  | 85-65  | 84-74  |        | 77-64 | 62-84 | 79-88 | 90-84  | 20-0 | 87-68 | 72-48 |
| Krka Novo Mesto   | 74-94 | 70-90  | 88-95 | 63-80  | 57-98  | 76-97  | 69-70  |       | 76-71 | 74-84 | 69-50  | 20-0 | 77-71 | 63-81 |
| Mega Soccerbet    | 86-84 | 78-72  | 88-93 | 72-71  | 73-76  | 76-84  | 84-86  | 71-70 |       | 90-89 | 88-98  | 20-0 | 91-75 | 90-87 |
| Mornar Bar        | 86-72 | 100-92 | 71-81 | 109-68 | 78-86  | 84-74  | 90-76  | 80-61 | 80-73 |       | 77-76  | 20-0 | 81-71 | 77-71 |
| Partizan NIS      | 78-87 | 99-101 | 86-77 | 87-90  | 85-86  | 97-74  | 75-83  | 91-67 | 79-77 | 83-75 |        | 20-0 | 80-58 | 78-63 |
| Koper Primorska   | 0-20  | 0-20   | 0-20  | 0-20   | 0-20   | 0-20   | 0-20   | 0-20  | 0-20  | 0-20  | 0-20   |      | 0-20  | 0-20  |
| Split             | 74-86 | 78-77  | 81-98 | 77-74  | 60-71  | 86-71  | 78-79  | 78-80 | 74-65 | 87-95 | 74-86  | 20-0 |       | 76-89 |
| Zadar             | 75-73 | 62-76  | 78-80 | 97-92  | 70-90  | 63-76  | 63-86  | 70-73 | 83-90 | 66-82 | 96-94  | 20-0 | 66-72 |       |

## Tabela de Classificação
| Pos. | Clube             | J  | V  | D  | P+ : P- (dif) | SP   | P  | Classificação |
| ---- | ----------------- | -- | -- | -- | ------------- | ---- | -- | ------------- |
| 1    | Crvena zvezda mts | 26 | 23 | 3  | 2064:1694     | 370  | 49 | Playoffs      |
| 2    | Budućnost VOLI    | 26 | 22 | 4  | 2056:1811     | 245  | 48 | Playoffs      |
| 3    | Mornar Bar        | 26 | 19 | 7  | 2066:1890     | 176  | 45 | Playoffs      |
| 4    | Igokea            | 26 | 19 | 7  | 1973:1846     | 127  | 45 | Playoffs      |
| 5    | Cedevita Olimpija | 26 | 18 | 8  | 2116:1947     | 169  | 44 |               |
| 6    | Mega Soccerbet    | 26 | 14 | 12 | 1996:1955     | 41   | 40 |               |
| 7    | Partizan NIS      | 26 | 13 | 13 | 2003:1903     | 100  | 39 |               |
| 8    | FMP               | 26 | 11 | 15 | 2049:2135     | -86  | 37 |               |
| 9    | Cibona Zagreb     | 26 | 10 | 16 | 1897:1998     | -101 | 36 |               |
| 10   | Zadar             | 26 | 9  | 17 | 1804:1923     | -119 | 35 |               |
| 11   | Borac Čačak       | 26 | 8  | 18 | 1919:1978     | -59  | 34 |               |
| 12   | Krka Novo Mesto   | 26 | 8  | 18 | 1748:1938     | -190 | 34 |               |
| 13   | Split             | 26 | 8  | 18 | 1816:1969     | -153 | 34 | Repescagem    |
| 14   | Koper Primorska   | 26 | 0  | 26 | 0:520         | -520 | 0  | Rebaixado     |

## Repescagem
| Time 1 | Série | Time 2 | 1º Jogo | 2º Jogo | 3º Jogo |
| ------ | ----- | ------ | ------- | ------- | ------- |
| Split  | 2 - 1 | Spars  | 70 - 76 | 84 - 64 | 90-60   |

## Playoffs
|  | Semifinais           | Semifinais     | Semifinais     |   |        | Final         | Final | Final |
|  |                      |                |                |   |        |               |       |       |
|  | Sérvia               | Crvena Zvezda  | 2              |   |        |               |       |       |
|  | Bósnia e Herzegovina | Igokea         | 1              |   |        |               |       |       |
|  |                      |                |                |   | Sérvia | Crvena Zvezda | 2     |       |
|  |                      | Montenegro     | Budućnost VOLI | 2 |        |               |       |       |
|  | Montenegro           | Budućnost VOLI | 2              |   |        |               |       |       |
|  | Montenegro           | Mornar         | 0              |   |        |               |       |       |

| Time 1            | Série | Time 2     | 1º Jogo | 2º Jogo | 3º Jogo |
| ----------------- | ----- | ---------- | ------- | ------- | ------- |
| Crvena zvezda mts | 2 - 1 | Igokea     | 76 - 61 | 68 - 81 | 76 - 53 |
| Budućnost VOLI    | 2 - 0 | Mornar Bar | 97 - 88 | 92 - 81 | -       |

| Time 1            | Série | Time 2         | 1º Jogo | 2º Jogo | 3º Jogo | 4º Jogo | 5º Jogo |
| ----------------- | ----- | -------------- | ------- | ------- | ------- | ------- | ------- |
| Crvena zvezda mts | 3 - 2 | Budućnost VOLI | 82 - 78 | 85 - 79 | 71 - 75 | 80 - 81 | 67 - 60 |

## Campeões
| ABA Liga 2020-21 Campeões   |
| --------------------------- |
| Crvena zvezda mts 5º Título |

## MVP por rodada
| Rodada | Jogador                 | Valor |
| ------ | ----------------------- | ----- |
| 1      | Marko Simonović (MEG)   | 33    |
| 2      | Justin Cobbs (BUD)      | 30    |
| 3      | Nikola Ivanović (BUD)   | 32    |
| 4      | Jordan Loyd (CRV)       | 24    |
| 5      | Jackie Carmichael (IGO) | 29    |
| 6      | Marko Radovanović (FMP) | 39    |
| 7      | Jaka Blažič (CED)       | 29    |
| 8      | Jacob Pullen (MOR)      | 38    |
| 9      | Filip Petrušev (MEG)    | 37    |
| 10     | Ognjen Dobrić (CRV)     | 25    |
| 11     | Filip Petrušev (MEG)    | 36    |
| 12     | Jacob Pullen (MOR)      | 37    |
| 13     | Ognjen Jaramaz (PAR)    | 33    |
| 14     | Edin Atić (IGO)         | 30    |
| 15     | Filip Petrušev (MEG)    | 41    |
| 16     | Chinanu Onuaku (ZAD)    | 33    |
| 17     | Nemanja Gordić (MOR)    | 30    |
| 18     | Chinanu Onuaku (ZAD)    | 41    |
| 19     | Marko Simonović (MEG)   | 37    |
| 20     | Toni Nakić (CIB)        | 28    |
| 21     | Nemanja Nenadić (FMP)   | 25    |
| 22     | Nikola Jovanović (IGO)  | 31    |
| 23     | Ognjen Jaramaz (PAR)    | 29    |
| 24     | Filip Čović (FMP)       | 32    |
| 25     | Justin Cobbs (BUD)      | 24    |
| 26     | Jaka Blažič (CED)       | 38    |

## Clubes da Liga Adriática em competições europeias
| Clube             | Competição        | Resultado                                                          |
| ----------------- | ----------------- | ------------------------------------------------------------------ |
| Crvena zvezda mts | EuroLiga          | Eliminado - 17º colocado temporada regular (10v - 24d)             |
| Cedevita Olimpija | EuroCopa          | Eliminado no TOP 16 (3º no Gr.G 3v-3d)                             |
| Budućnost VOLI    | EuroCopa          | Eliminado nas Quartas de finais por AS Monaco (77-76,64-74, 87-90) |
| Partizan nis      | EuroCopa          | Eliminado no TOP 16 (4º no Gr.F 2v-4d)                             |
| Mornar Bar        | EuroCopa          | Eliminado no TOP 16 (4º no Gr.H 1v-5d)                             |
| -                 | Liga dos Campeões |                                                                    |